# USS Tennessee (BB-43)
Pour les autres navires du même nom, voir USS Tennessee.
L’USS Tennessee (BB-43), qui donna son nom à une nouvelle classe de cuirassé, fut le troisième navire des États-Unis à porter le nom Tennessee, 16e état de l'union.
En service au moment de l'attaque de Pearl Harbor par les forces japonaises le 7 décembre 1941, il est touché par deux bombes infligeant des dégâts importants à ses tourelles principales.
Réparé puis modernisé, il reprit du service en 1943 pour les campagnes du Pacifique.
Il fut désarmé en février 1947 puis vendu pour la ferraille en juillet 1959.

## Seconde Guerre mondiale
Le 7 décembre 1941, le Tennessee était l'un des huit cuirassés présents quand les japonais attaquèrent Pearl Harbor. Amarré à côté de l’USS West Virginia (BB-48), il fut touché par deux bombes de 800 kg défectueuses, qui endommagèrent deux de ses tourelles principales et fut atteint par l'incendie allumé par le carburant en flammes de l'USS Arizona (BB-39). 5 membres d'équipage périrent durant l'attaque.
À la fin décembre, après des réparations temporaires, le Tennessee se dirigea vers le chantier naval Puget Sound Navy Yard, État de Washington, pour des réparations plus importantes.
De février à août 1942, il opéra au larges des côtes Pacifique des États-Unis, assura l'escorte du porte-avions USS Hornet (CV-8) jusqu'à Hawaï puis s'en retourna au chantier naval pour une modernisation complète.
Avec sa silhouette complètement remaniée, son système d'arme et ses protections considérablement améliorés, le Tennessee quitta le chantier naval en mai 1943. Il fut presque immédiatement affecté à la zone des îles Aléoutiennes. Ses canons de 356 mm bombardèrent Kiska quand l'île fut reprise en août.
À partir de novembre 1943 jusqu'à septembre 1944, le cuirassé prit part aux bombardements de Tarawa, Kwajalein, Eniwetok, la Nouvelle-Irlande, Saipan (où il subit des dommages légers à la suite de la riposte japonaise), Guam, Tinian, Angaur, et Peleliu.
En octobre, les canons du Tennessee pilonnèrent la zone d'invasion de Leyte lorsque les forces américaines retournèrent aux Philippines et, dans la nuit du 24 au 25 octobre, il participa à la destruction du cuirassé japonais Yamashiro lors de la bataille du détroit de Surigao.
Après une révision complète sur le continent nord-américain, Le Tennessee. navire amiral du Battleship Squadron 1, apporta son soutien lors de la prise d'Okinawa en février et mars 1945, tirant près de 1 400 obus de 356 mm et plus de 6 000 obus de 127 mm sur les positions de cette île férocement défendue.

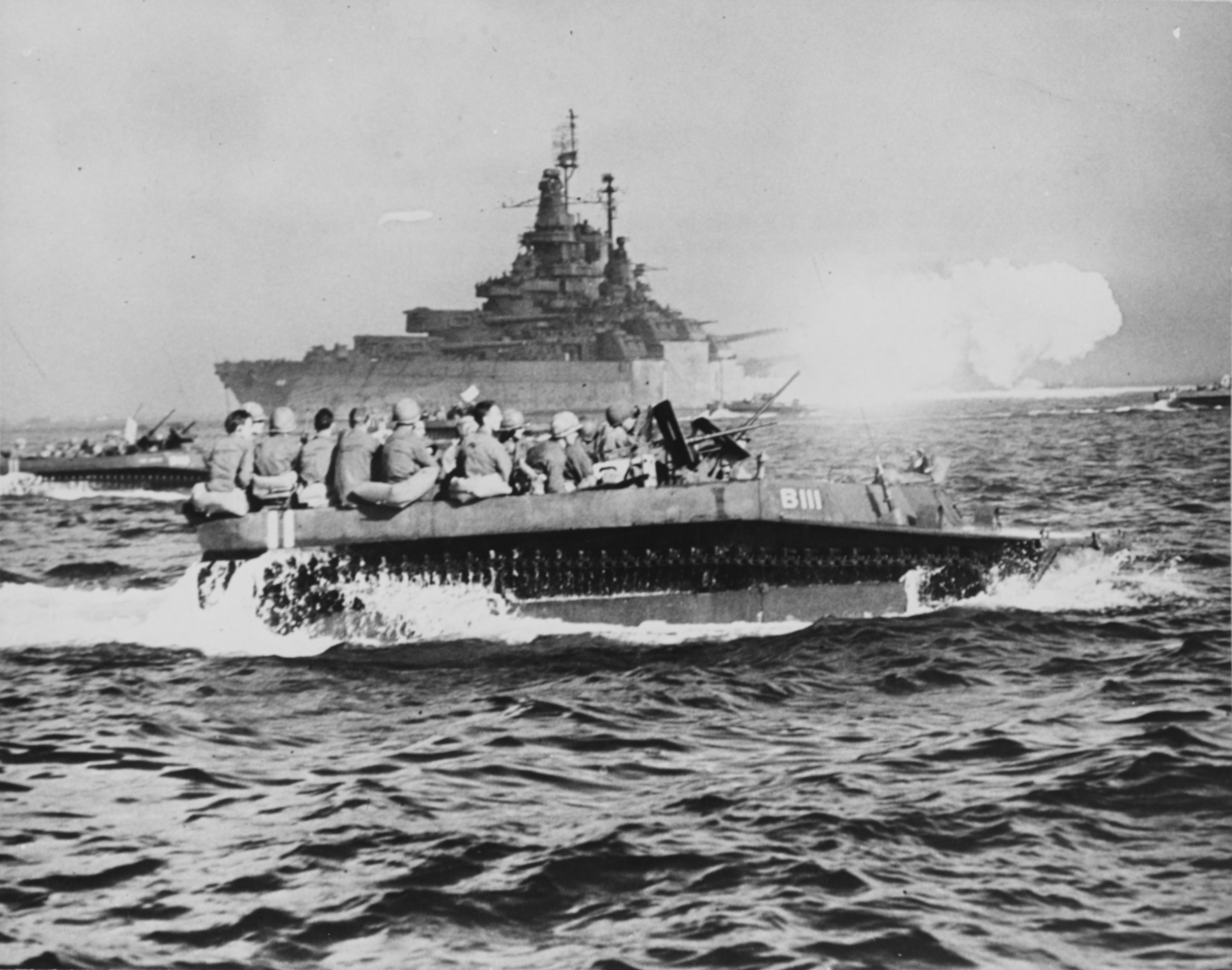
L'USS Tennessee bombarde l'ile d'Okinawa alors qu'au premier plan un LVT amène des troupes de débarquement jusqu'aux plages.

 Touché par un avion kamikaze le 12 avril, le Tennessee resta sur zone jusqu'au 1er mai puis partit à Ulithi pour réparations avant de retourner à Okinawa en juin pour continuer son appui-feu. En juillet et août, il opéra aux larges des côtes chinoises en couverture des porte-avions d'escorte dont les appareils harcelaient les forces japonaises ainsi que comme soutien des flottilles de déminage.
En septembre après la capitulation japonaise, le cuirassé apporta son soutien à l'occupation du Japon avant de retourner aux États-Unis via Singapour puis le cap de Bonne-Espérance, arrivant à Philadelphie, Pennsylvanie, au début de décembre 1946.
L’USS Tennessee fit ses préparatifs en vue de sa mise « sous cocon » et fut retiré du service actif en février 1947.
Il resta dans la flotte de réserve de l'Atlantique pendant douze ans, puis fut vendu pour la ferraille en juillet 1959.